# Finale Copa del Rey 2009
De finale van de Copa del Rey van het seizoen 2008/09 werd gehouden op 13 mei 2009 in het Estadio Mestalla in Valencia. FC Barcelona nam het op tegen Athletic Bilbao. De Catalanen wonnen ondanks een vroege achterstand overtuigend met 1-4.

## Wedstrijd
|                       |                 |       |                                        |                                                                                                |
| 13 mei 2009 22:00 MET | Athletic Bilbao | 1 – 4 | FC Barcelona                           | Estadio Mestalla, Valencia Toeschouwers: 50.000 Scheidsrechter: Luis Medina Cantalejo (Spanje) |
| 13 mei 2009 22:00 MET | Toquero 8'      |       | 32' Touré 55' Messi 57' Bojan 64' Xavi | Estadio Mestalla, Valencia Toeschouwers: 50.000 Scheidsrechter: Luis Medina Cantalejo (Spanje) |

| Athletic Bilbao | Barcelona |

| Athletic Bilbao: |    |                     |         |
|                  |    |                     |         |
| GK               | 1  | Gorka Iraizoz       |         |
| RB               | 15 | Andoni Iraola       |         |
| CB               | 20 | Aitor Ocio          |         |
| CB               | 5  | Fernando Amorebieta |         |
| LB               | 3  | Koikili Lertxundi   | 35'     |
| RW               | 10 | Francisco Yeste     |         |
| CM               | 16 | Pablo Orbaiz        | 61'     |
| CM               | 24 | Javi Martínez       |         |
| LW               | 7  | David López         | 29' 56' |
| CF               | 9  | Fernando Llorente   |         |
| CF               | 2  | Gaizka Toquero      | 61'     |
| Wisselspelers:   |    |                     |         |
| MF               | 11 | Igor Gabilondo      |         |
| GK               | 13 | Armando Riveiro     |         |
| MF               | 14 | Markel Susaeta      | 56'     |
| MF               | 17 | Joseba Etxeberria   | 61'     |
| FW               | 18 | Ion Vélez           | 61'     |
| Coach:           |    |                     |         |
| Joaquín Caparrós |    |                     |         |

| FC Barcelona:   |    |                   |         |
|                 |    |                   |         |
| GK              | 13 | José Manuel Pinto |         |
| RB              | 20 | Dani Alves        |         |
| CB              | 24 | Yaya Touré        | 21' 89' |
| CB              | 3  | Gerard Piqué      |         |
| LB              | 5  | Carles Puyol      |         |
| DM              | 28 | Sergio Busquets   |         |
| CM              | 6  | Xavi Hernández    | 88'     |
| CM              | 15 | Seydou Keita      | 49'     |
| RW              | 10 | Lionel Messi      | 50'     |
| CF              | 9  | Samuel Eto'o      |         |
| LW              | 11 | Bojan Krkić       | 84'     |
| Wisselspelers:  |    |                   |         |
| GK              | 1  | Víctor Valdés     |         |
| MF              | 7  | Eiður Guðjohnsen  |         |
| DF              | 16 | Sylvinho          | 89'     |
| FW              | 21 | Alexander Hleb    | 84'     |
| FW              | 27 | Pedro             | 88'     |
| Coach:          |    |                   |         |
| Josep Guardiola |    |                   |         |